# San Giuseppe Jato
San Giuseppe Jato (szicíliaiul San Giuseppi Jatu) település Olaszországban, Szicília régióban, Palermo megyében. A település arról ismert egyebek mellett, hogy 1947. május 1-én szicíliai szeparatisták Salvatore Giuliano köztörvényes bűnöző vezetésével terrorcselekményt, az ún. Purtedda dâ Ginestra-t követték el a helyi kommunista szónok és szimpatizánsai ellen, amely 11 ember halálát okozta. Lakosainak száma 8055 fő (2023. január 1.). San Giuseppe Jato Camporeale, Monreale, San Cipirello, Altofonte és Piana degli Albanesi községekkel határos.

## Népesség
A település lakossága az elmúlt években az alábbi módon változott:
| Lakosok száma | 8653 | 8634 | 8055 |
|               | 2017 | 2018 | 2023 |